# Bedrijfsverkoop
Bedrijfsverkoop is een vorm van bedrijfsoverdracht waarbij door middel van verkoop de eigendom van een bedrijf overgaat. 

## Verkoopproces
Uitgaande van een verkoop die geïnitieerd wordt door het bedrijf zelf, wordt voorafgaand aan de daadwerkelijke verkoop het bedrijf klaargemaakt voor de verkoop, en wordt een koper gezocht. 
Nadat besloten is dat het bedrijf in de verkoop gezet zal worden, zal mogelijk een optimalisatieslag plaatsvinden, om zo de waarde van het bedrijf te verhogen. Nadat het bedrijf gereed is gemaakt voor de verkoop, wordt een koper gezocht. Daarbij kan een kopersprofiel opgesteld worden: wat voor type koper wordt gezocht, welke eisen worden gesteld aan een koper of aan de koopprijs? Desgewenst kan op basis van het profiel kan een eerste lijst van potentiële kandidaten gemaakt worden ("longlist"). Afhankelijk van in hoeverre eisen gesteld worden aan de koper (inclusief een eventuele minimale koopprijs), kan gedurende het proces een verdere selectie plaatsvinden ("shortlist"). Met de geselecteerde kopers wordt dan verder gesproken. Afhankelijk van hoe het verkooptraject precies ingevuld wordt, wordt aan een of meerdere kopers de mogelijkheid geboden om een boekenonderzoek (due diligence) te doen. Met een of meer van de kopers die na het boekenonderzoek interesse hebben in het bedrijf, wordt vervolgens onderhandeld over de verkoop. Naast de koopprijs kunnen deze onderhandelingen zaken betreffen als toekomstplannen voor het bedrijf en gevolgen voor medewerkers.

## Soorten kopers
Bij een bedrijfsverkoop zijn verschillende soorten kopers denkbaar, bijvoorbeeld:
- Een ander bedrijf
- Het zittende management (managementbuy-out)
- Een familielid (bij een familiebedrijf)

## Transactievormen
De wijze waarop een bedrijf overgedragen wordt kan in ruwweg twee transactievormen onderscheiden worden:
- Aandelentransactie: de koper koopt de aandelen in de onderneming.
- Activa/passiva-transactie: de koper neemt de activa en passiva van de onderneming (geheel of voor een belangrijk deel) over.